# Tsjetsjeens voetbalelftal (mannen)
Het Tsjetsjeens voetbalelftal is een team van voetballers dat Tsjetsjenië vertegenwoordigt bij internationale wedstrijden. Tsjetsjenië was lid van de NF-Board, een voetbalbond die bestemd was voor de landen die geen lid zijn van de FIFA en de UEFA. Tsjetsjenië is dus uitgesloten van deelname aan het WK en het EK.

1 CONCACAF-lid · 2 geassocieerd CAF-lid · 3 geassocieerd OFC-lid · 4 geassocieerd AFC-lid